# Eric Brittingham

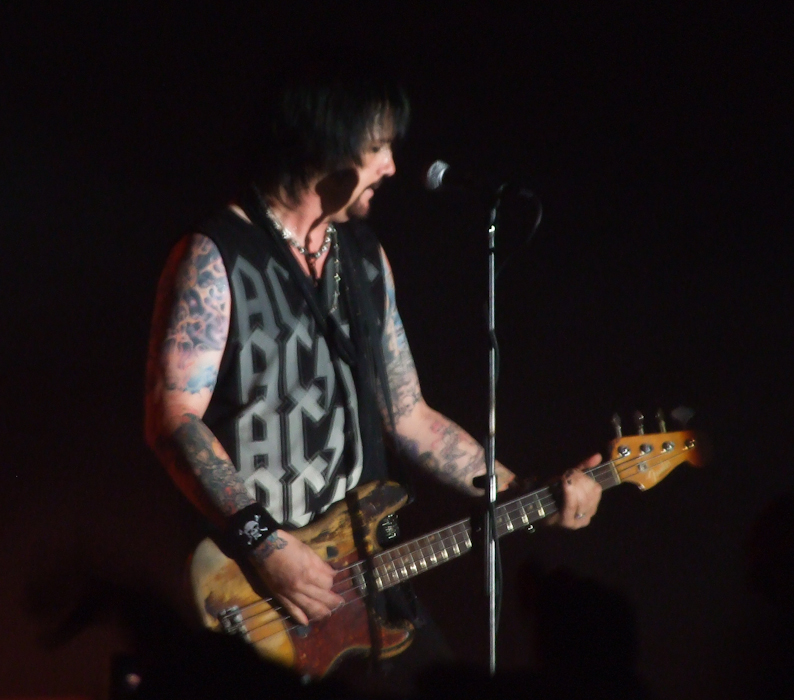
Eric Brittingham (2011)

Eric Brittingham (* 8. Mai 1960 in Salisbury, Maryland) ist ein US-amerikanischer Musiker. Er ist Mitgründer und Bassist der US-amerikanischen Hard- und Bluesrock-Band Cinderella.

## Biografie
Brittingham gründete Cinderella 1982 gemeinsam mit Gitarrist und Sänger Tom Keifer, zuvor hatten beide in der Band Saints in Hell gespielt. Zwei Demos entstanden in den Jahren 1983 und 1984, bevor sie die Aufmerksamkeit von Kiss-Bassist Gene Simmons auf sich zogen. Simmons bot der Band seine Hilfe bei der Suche nach einer Plattenfirma an, doch Jon Bon Jovi kam ihm zuvor. Cinderella unterzeichneten 1985 einen Vertrag mit Mercury Records. Cinderella feierten in den folgenden Jahren mit Alben wie Night Songs, Long Cold Winter und Heartbreak Station große Erfolge. Das letzte Album der Gruppe, Still Climbing, floppte; in der Folge löste sich die Band 1995 auf. 
1997 plante die Band ein Comeback. Die Band tourte 1998 durch die USA und unterschrieb einen neuen Vertrag bei Sony Music, verlor diesen aber später, weil sie kein Material anzubieten hatte. Allerdings wurde eine Best-of-CD sowie das Livealbum Live at the Key Club veröffentlicht. Weitere Tourneen folgten 2000, 2002 und 2005, 2010 bereiste die Gruppe Europa und trat 2011 erstmals seit 10 Jahren auch wieder in Deutschland auf. 
Gemeinsam mit seiner Ehefrau gründete er 1998 eine eigene Band namens Naked Beggars, die bis 2010 bestand und insgesamt 3 Alben veröffentlichten. 
Außerhalb der sporadischen Auftritte von Cinderella wirkte Brittingham bei den Soloprojekten der Mitglieder von Poison mit. Beide Bands stammen aus Pennsylvania und waren seit Beginn ihres Erfolges miteinander bekannt. Er ersetze 2009 während einer Tournee deren Bassist Bobby Dall, als dieser erkrankte. Poisons Schlagzeuger Rokkett gründete 2015 eine Band namens Devil City Angels, in der Brittingham zur Gründungsbesetzung gehörte, nach den Aufnahmen des ersten Albums aber wieder ausstieg. Kurz darauf ist er ein fester Bestandteil der Soloband um Poisons Sänger Bret Michaels geworden. 

## Diskografie
mit Cinderella
- Night Songs (1986)
- Long Cold Winter (1988)
- Heartbreak Station (1990)
- Still Climbing (1994)

sonstige
- Naked Beggars: Spit It Out (2006)[1]
- Naked Beggars: XXX (2007)[1]
- Bret Michaels: Rock My World (2008)[1]
- Devil City Angels: Devil City Angels (2015)[1]